# Shaun Hutchinson
Shaun Matthew Hutchinson (Newcastle upon Tyne, Inglaterra, 23 de noviembre de 1990) es un futbolista inglés. Juega de defensa y se encuentra sin equipo tras abandonar el Millwall F. C.

## Clubes
| Club             | País       | Año       |
| ---------------- | ---------- | --------- |
| Motherwell F. C. | Escocia    | 2009-2014 |
| Fulham F. C.     | Inglaterra | 2014-2016 |
| Millwall F. C.   | Inglaterra | 2016-2025 |